# Intel 8088

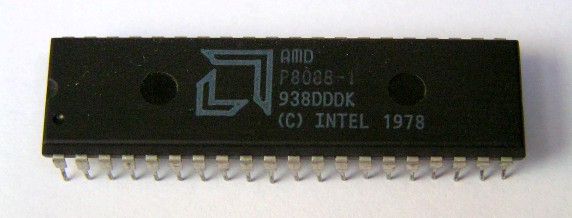
Procesor 8088-1 10 MHz firmy AMD

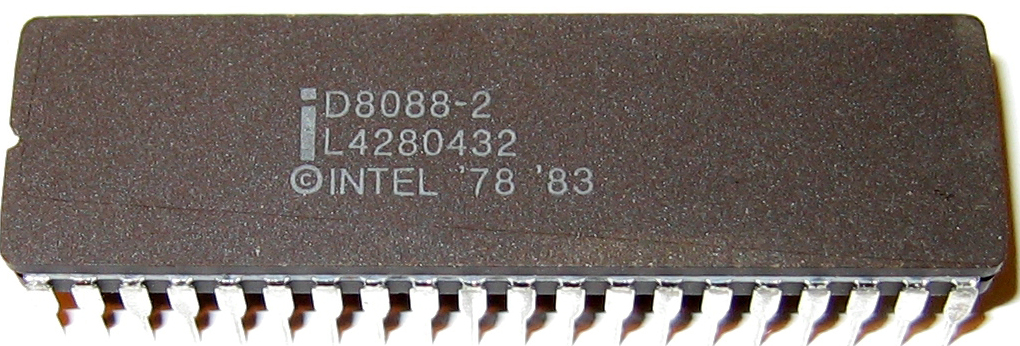
Procesor 8088-2 8 MHz firmy Intel

8088 – zminimalizowana wersja układu 8086, wprowadzona do sprzedaży w 1979 roku. Podobnie jak 8086, operował na danych 16-bitowych. Pierwszą różnicą w stosunku do 8086 było ograniczenie szerokości magistrali danych do 8 bitów. Przetwarzane przez niego dane przed wysłaniem dzielone były na dwie części, dzięki czemu zachowano pełną zgodność z poprzednikiem. Drugą różnicą było skrócenie kolejki rozkazów z 6 do 4 bajtów. Układ montowany był w komputerach IBM PC (od modelu 5150).
Układy te pierwotnie wykonywane były w technologii NMOS. Wersje o zmniejszonym poborze mocy wykonane w technologii CMOS oznaczano numerem 80C88. W skład procesora 8088 wchodziła jednostka wykonawcza (Execution Unit, EU: 9 rejestrów dla użytkownika, rejestr buforowy dla jednostki arytmetyczno-logicznej, magistrala danych) oraz jednostka szyny (Bus Interface Unit, BU) służąca do komunikacji jednostki wykonawczej z otoczeniem, połączone magistralą danych i układem sterującym.
Może współpracować z koprocesorem numerycznym 8087.
Procesory zgodne z 8088 produkowały także inne firmy, np. NEC V20, AMD.